# 호르헤 세라노 엘리아스

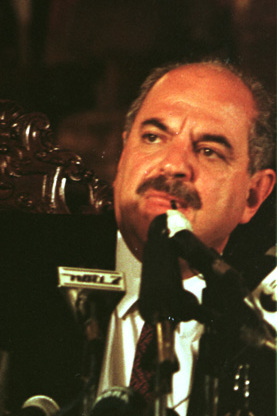

호르헤 세라노 엘리아스 (Jorge Serrano Elías, 1945년 4월 26일 ~ )는 과테말라의 정치인이며, 1991년 1월 14일부터 1993년 5월 31일까지 과테말라의 대통령으로 재임했었다.